# Virginia Slims of Albuquerque 1990
Il Virginia Slims of Albuquerque 1990  è stato un torneo di tennis giocato sul cemento. È stata la 2ª edizione del torneo, che fa parte della categoria Tier IV nell'ambito del WTA Tour 1990. Si è giocato ad Albuquerque negli USA, dal 6 al 12 agosto 1990.

## Campionesse

### Singolare
Jana Novotná ha battuto in finale  Laura Gildemeister con il punteggio di 6–4, 6–4

### Doppio
Meredith McGrath /  Anne Smith hanno battuto in finale  Mareen Louie-Harper /  Wendy White con il punteggio di 7–6(2), 6–4